# 織田秀親
織田 秀親（おだ ひでちか）は、江戸時代前期から中期にかけての大名。大和国柳本藩4代藩主。通称は源七郎、監物。尚長流織田家4代。

## 生涯
3代藩主・織田秀一の長男として誕生。母は側室（名は不詳）。初名は長昌。
寛文13年（1673年）5月11日、4代将軍・徳川家綱に御目見する。貞享4年（1687年）9月17日、家督を相続した。元禄元年（1688年）、数寄屋橋門番を命じられる。元禄16年（1703年）5月、駿府加番を命じられた。
宝永6年（1709年）1月15日、前将軍徳川綱吉の葬儀に際し、朝廷からの使者の御馳走役を命じられる。同役は秀親が大准后使饗応役、中宮使饗応役は秀親と以前から仲の悪かった前田利昌であった。朝廷からの使者饗応は作法が難しかったり、費用がかかるので大名たちは嫌がるのだが、織田信秀以来の勤王を自負する秀親はむしろ名誉なことだと張り切った。饗応への指南役となった高家肝煎・畠山義寧（上杉綱憲の親族。松の廊下刃傷にも居合わせた）は赤穂事件に懲りて、秀親に同役への指導権限を委譲した。
秀親は同役の利昌に厳しく当たり、2月15日には法要における徳川家宣参詣の際の行事が書かれた老中の奉書を利昌に回覧させないという嫌がらせを行った。その翌日の2月16日、綱吉の法会が寛永寺で行なわれている時に、利昌によって殺害された。享年48。
秀親は体格が相当あり、武芸も達者であったと伝えられているが、厠に行き注意が散漫となる隙を突かれ、また利昌の家老・木村九左衛門に後ろから羽交い絞めにされた上で刺殺されたという。木村と利昌は前日から秀親を殺害すべく周到に計画を立てていたのだという。
幕府は、弟で養子の成純の家督相続を認めた。墓所は祥雲寺。法号は祥光院殿椿岑宗久大居士。

## 系譜
子女は4男5女。
- 父：織田秀一
- 母：側室
- 正室：光曜院 - 土井利房の養女、土井利隆の娘
- 妻：清蓮尼 - 寺井氏娘
  - 四男：織田秀行
- 養子
  - 男子：織田成純 - 織田秀一の次男